# IC 4583
IC 4583 ist eine Galaxie vom Hubble-Typ S? im Sternbild Schlange am Nordsternhimmel. Sie ist schätzungsweise 284 Millionen Lichtjahre von der Milchstraße entfernt und hat einen Durchmesser von etwa 85.000 Lj. 

Im selben Himmelsareal befinden sich u. a. die Galaxien NGC 5991, IC 4576, IC 4577, IC 4579.
Das Objekt wurde am 15. Juli 1903 von Stéphane Javelle entdeckt.